# Round Rock (Teksas)
Round Rock – miasto w południowej części Stanów Zjednoczonych, w stanie Teksas, znajdujące się w ponad dwumilionowej aglomeracji miasta Austin. Według danych z 2022 roku liczy 126,7 tys. mieszkańców. Jest w trzeciej dziesiątce największych miast Teksasu.  
Miasto jest siedzibą kwatery głównej firmy Dell.

## Demografia
W latach 2010–2020 populacja miasta wzrosła o 19,6%. Według danych za lata 2017–2021, 15% mieszkańców było urodzonymi poza granicami Stanów Zjednoczonych, a struktura rasowa miasta wyglądała następująco: biali nielatynoscy – 50,5%, Latynosi – 27,7%, czarni lub Afroamerykanie – 10,9%, rasy mieszanej – 10,3%, Azjaci – 6,9% i rdzenni Amerykanie – 0,3%.